# Microporella cribellata
Microporella cribellata är en mossdjursart som beskrevs av Liu 200. Microporella cribellata ingår i släktet Microporella och familjen Microporellidae. Inga underarter finns listade i Catalogue of Life.